# Amitabha Sen
Amitabha Sen är teoretisk fysiker, och lade tillsammans med Abhay Ashtekar grunden till loopkvantgravitation 1986. Han var vid den tiden verksam vid Center for Theoretical Physics, University of Maryland, College Park, MD USA.